# Бачинський Володимир Миколайович
Володимир Миколайович Бачинський гербу Сас (25 травня 1880, Самбір — 25 травня 1927, Львів) — український політичний діяч, адвокат, організатор Української Національно-Демократичної Партії.

## Життєпис
Народився в Самборі 25 травня 1880 року (за іншими даними 30 січня). Батько — професор Самбірської гімназії Микола Бачинський.
Закінчив Бережанську гімназію. Після закінчення Львівського університету працював в адвокатських канцеляріях Бережан, Підгайців. В молоді роки входив до УСДП. З 1907 року у Львові, співдиректор Краєвого кредитового союзу, секретар Народного комітету УНДП. 1913 року відкрив власну адвокатську канцелярію у Підгайцях. Член Загальної Української Ради з 5 травня 1915 року.
Напередодні та в роки першої світової війни — посол до Галицького сейму (1913—1914 роки; від IV курії, округ Підгайці — Козова, член Українського соймового клубу) й австрійського парламенту (1917 — 1918 роки, від двомандатного округу № 64 — після смерті Йосипа Фолиса). Після Листопадового зриву 1918 року повернувся до Львова. Входив до складу Української Національної Ради ЗУНР. Був інтернований в концтаборах у Баранові, Домб'ї. Звільнений восени 1919 року.
У 1920—1924 роках голова Міжпартійної Ради. Один із лідерів правого крила Української народної трудової партії, яке виступало за «реальну» політику щодо Польщі в українських землях (голова партії). Редактор газети «Громадська думка»; голова «Міжпартійної ради» — блоку політичних партій, які 1925 року створили УНДО. Від 1924 року очолював Український еміграційний комітет, що опікувався переселенням українців Галичини за океан. Налагодив ділові зв'язки з федеральним урядом Канади і тамтешнім Товариством опіки над українськими переселенцями ім. Святого Рафаїла. Відвідав Канаду, де побував у місцях найбільшого скупчення українців. Розробив план подальшого переселення. За ініціативи Бачинського відкрито еміграційні бюро в Тернополі та Станиславові, а у Львові почав видаватись двотижневик «Український еміґрант». 1925—1926 роках — член Українського національно-демократичного об'єднання, виключений за угодовство.
Ініціатор Міщанського братства міста Львова. Став першим його почесним членом. Член Товариства «Просвіта».
Після звинувачень з боку закордонного проводу УНТП і нервового зриву намагався вчинити самогубство, після чого помер у львівській лікарні 25 травня 1927 року (є також версії про 24 і 26 травня). Похований на  21 полі Личаківського цвинтаря у Львові.